# Liste der Bauwerke der Kolonialzeit in Osttimor

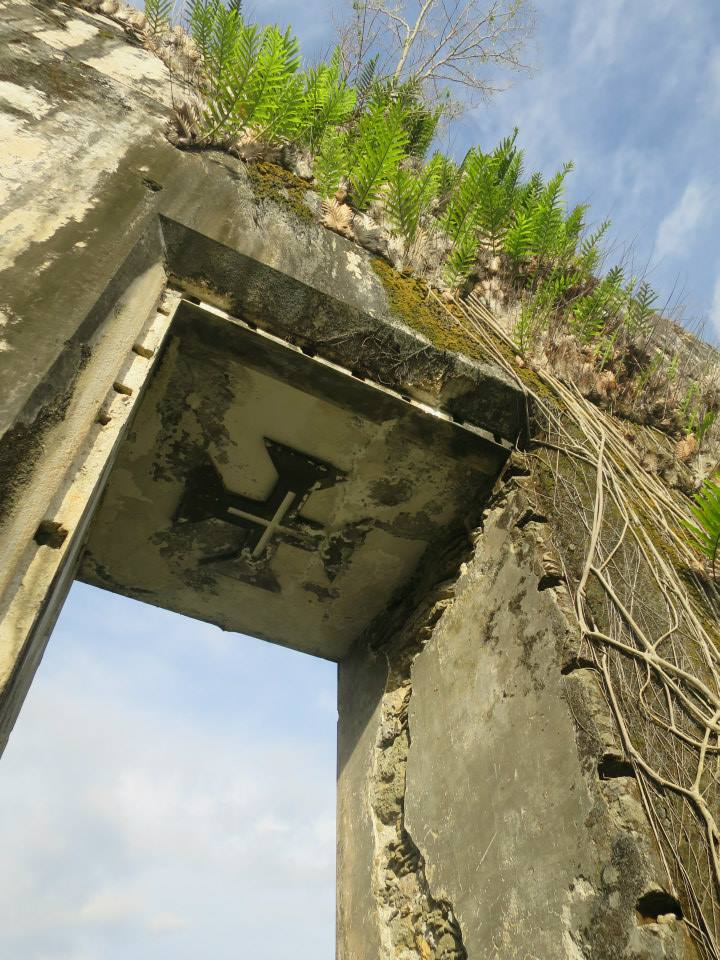
Das portugiesische Christusordenskreuz in der Ruine der Kirche von Same

Die nicht vollständige Liste führt noch bestehende Bauwerke in Osttimor aus der Kolonialzeit auf. Dazu gehören auch noch vorhandene Ruinen. Nicht in dieser Liste befinden sich Bauten der einheimischen Bevölkerung, wie die als Tranqueiras bezeichneten Befestigungsanlagen.

## Hintergrund
Osttimor war 500 Jahre bis 1975 als Portugiesisch-Timor Kolonie. Teile im Westen des Landes, wie Maubara und Maucatar, gehörten aber auch zeitweise zu den Niederlanden. Die meisten Hinterlassenschaften der Kolonialzeit finden sich in der Hauptstadt Dili, mehrere aber auch in den anderen Städten des Landes. Im ländlichen Osttimor stehen vereinzelt vor allem Festungen, Verwaltungsgebäude und Kirchen aus der portugiesischen Zeit. Während des Zweiten Weltkriegs (Schlacht um Timor 1942–1945) und der indonesischen Besetzung (1975–1999), insbesondere während der Operation Donner 1999, wurden zahlreiche Gebäude zerstört. Seit der Unabhängigkeit wurden sie größtenteils wieder aufgebaut und renoviert. Teils verfallen sie aber auch wieder.
Die Resoluçâo do Governo 25/2011 – Relativa à Protecção do Património Cultural (deutsch Regierungsverordnung zum Schutz von Kulturgüter) zählt die Bauwerke aus der portugiesischen und niederländischen Kolonialzeit sowie aus der japanischen und indonesischen Besatzungszeit zum kulturellen Erbe Osttimors. Zuständig zum Schutz des Erbes ist das Staatssekretariat für Kunst und Kultur, das dem Minister für Tourismus, Kunst und Kultur unterstellt ist.

## Liste
| Bild | Bauwerk                                                              | Ort                                          | Baujahr                                    | Koordinaten                      | Beschreibung |
| ---- | -------------------------------------------------------------------- | -------------------------------------------- | ------------------------------------------ | -------------------------------- | --- |
|      | Schule von Quelicai                                                  | Afaçá, Quelicai                              | um 1930                                    |                                  | Eine der Pinto-Correia-Schulen. Ruine. |
|      | Chinesische Schule                                                   | Aileu                                        | ?                                          |                                  | Seit dem Zweiten Weltkrieg nur noch die Fassade erhalten |
|      | Kolonialer Verwaltungssitz von Aileu                                 | Aileu                                        | 20. Jahrhundert                            | 8° 43′ 52,3″ S, 125° 34′ 0,5″ O  | |
|      | Gedenkstätte für das Massaker in Aileu 1942                          | Aileu                                        | 20. Jahrhundert                            | 8° 43′ 52,7″ S, 125° 34′ 2,3″ O  | Gedenkstätte an die während der japanische Besetzung Timors Ermordeten |
|      | Gedenkstätte für Dom Aleixo                                          | Ainaro                                       | 20. Jahrhundert                            | 8° 59′ 32,6″ S, 125° 30′ 34,8″ O | Gedenkstätte für den durch die Japaner ermordeten Aleixo Corte-Real, Liurai von Soro |
|      | Nossa Senhora de Fátima (Ainaro)                                     | Ainaro                                       | 1937                                       | 8° 59′ 19,8″ S, 125° 30′ 20,9″ O | Pfarrkirche von Ainaro |
|      | Sitz des Administrators von Alas                                     | Alas                                         | ?                                          | ?                                | Ruinen des Verwaltungssitzes des portugiesischen Administrators in Alas |
|      | Haus des Administrators des Posto Atsabe                             | Atsabe                                       | 20. Jahrhundert                            |                                  | Das Gebäude wurde von ugandischen Polizisten der Vereinten Nationen genutzt, danach zerfiel es. 2017 nutzten Parteien es für die Vorbereitung der Parlamentswahlen 2017 |
|      | Forte de Baguia                                                      | Baguia                                       | 1912                                       | 8° 37′ 40″ S, 126° 39′ 41″ O     | Festung, aus Ruine 2014 wieder aufgebaut. Heute eine Herberge. |
|      | Festung von Balibo                                                   | Balibo                                       | 1645/65                                    | 8° 58′ 6,7″ S, 125° 2′ 33″ O     | Kleine Festung, bis in das 20. Jahrhundert in Gebrauch, heute Hotel und Museum |
|      | Portugiesische Garnison in Balibo                                    | Balibo                                       | ?                                          | 8° 58′ 11,7″ S, 125° 2′ 41,1″ O  | Baracken der portugiesischen Garnison, südöstlich vom Dorfplatz |
|      | Reduto do Conselheiro Jacinto Cândido                                | Batugade                                     | Mitte des 17. Jahrhunderts                 | 8° 56′ 47,1″ S, 124° 58′ 21,4″ O | Kleines Fort, Stützpunkt der Einwanderungsbehörde Osttimors |
|      | Schule von Baucau                                                    | Baucau                                       | um 1930                                    | 8° 27′ 29,5″ S, 126° 27′ 21″ O   | Eine der Pinto-Correia-Schulen |
|      | Stadtmarkt von Baucau                                                | Baucau                                       | 1932                                       | 8° 27′ 46,6″ S, 126° 27′ 10,5″ O | Lange Zeit Ruine. Heute Kulturzentrum. |
|      | Pousada de Baucau                                                    | Baucau                                       | um 1960                                    | 8° 27′ 40,2″ S, 126° 27′ 0,9″ O  | Herberge mit Schwimmbad |
|      | Alte Apotheke von Baucau                                             | Baucau                                       | ?                                          |                                  | Ehemalige Apotheke an der Markthalle. |
|      | Villa                                                                | Baucau                                       | ?                                          |                                  | Villa aus der Kolonialzeit |
|      | Ruine                                                                | Baucau                                       | ?                                          |                                  | Ruine |
|      | Chinesischer Dorfladen und Juwelier                                  | Bazartete, Suco Fatumasi                     | 1960er Jahre                               | 8° 37′ 30,8″ S, 125° 22′ 57,6″ O | Aufgegeben 1975. |
|      | Sitz des Verwaltungsamtes                                            | Bazartete, Suco Fatumasi                     | 1939                                       | 8° 37′ 30,8″ S, 125° 22′ 59,5″ O | Sitz der kolonialen Verwaltung von Bazartete. Militärposten in der indonesischen Besatzungszeit. 1999 niedergebrannt und 2003 wieder hergerichtet. Heute Sitz des Verwaltungsamtes Bazartete. |
|      | Kirche von Bazartete                                                 | Bazartete, Suco Fatumasi                     | 1960                                       | 8° 37′ 30,8″ S, 125° 22′ 57,6″ O | Die Kirche wurde während der indonesischen Besatzung als Hilfsstation für das Militär und die Bevölkerung verwendet. 1999 zündeten pro-indonesische Milizen die Kirche an. 2003 wurde das Gebäude wieder hergerichtet und dient wieder als Kirche und Sozialzentrum. |
|      | Residenz des Administrators von Bazartete                            | Bazartete, Suco Fatumasi                     | 1939                                       | 8° 37′ 29,9″ S, 125° 22′ 58,3″ O | Residenz des kolonialen Administrators von Bazartete. Nachdem das Gebäude 1999 geplündert und angezündet wurde, stellte man es wieder her und nutzt es heute als Kommandoposten der Polizei in Bazartete. |
| -    | Zollgebäude von Beaco                                                | Beaco                                        | wahrscheinlich Anfang des 20. Jahrhunderts | 8° 56′ 48,9″ S, 126° 26′ 57,4″ O | Ruine des Zollgebäudes von Beaco |
|      | Zollgebäude von Betano                                               | Betano                                       | wahrscheinlich Anfang des 20. Jahrhunderts |                                  | Ruine des Zollgebäudes von Betano |
|      | Polizeistation von Bobonaro Vila                                     | Bobonaro                                     | ?                                          |                                  | - |
| -    | Zollgebäude von Com                                                  | Com                                          | ?                                          |                                  | Ruine des Zollgebäudes von Com |
|      | Archiv & Museum des timoresischen Widerstands                        | Dili                                         | 20. Jahrhundert                            | 8° 33′ 20,2″ S, 125° 34′ 39,2″ O | ehemaliges portugiesisches Kolonialgericht |
|      | Associação Comercial, Agrícola e Industrial de Timor (ACAIT)         | Dili                                         | 20. Jahrhundert                            | 8° 33′ 13,4″ S, 125° 34′ 47,6″ O | Bauwerk der Moderne. Ehemaliger Sitz der Landwirtschaftlichen und Industriellen Vereinigung Timor. Später unter anderem Sitz der portugiesischen Botschaft in Osttimor. Nun Sitz der Câmera de Comércio e Indústria de Timor-Leste |
|      | Associação Comercial Chinesa                                         | Dili                                         | 20. Jahrhundert                            | 8° 33′ 8,2″ S, 125° 34′ 54,6″ O  | Chinesische Handelsvereinigung, heute Sitz des Staatssekretariats für Jugend und Sport (portugiesisch Secretaria Estado da Juventude e do Desporto) |
|      | Imaculada Conceição de Balide                                        | Dili                                         | 1939                                       | 8° 33′ 59,3″ S, 125° 34′ 58,4″ O | Kirche |
|      | Banco Nacional Ultramarino                                           | Dili                                         | 1966/68                                    | 8° 33′ 17,1″ S, 125° 34′ 33,7″ O | Bankgebäude, Bauwerk der Moderne |
|      | Casa Europa                                                          | Dili                                         | 1871                                       | 8° 33′ 11,7″ S, 125° 34′ 47,3″ O | Sitz verschiedener europäischer Institutionen, ehemalige Tranqueira (Infanteriebaracken) der alten portugiesischen Festung Dili. Ältestes Gebäude Dilis. |
|      | Gefängnis Comarca                                                    | Dili                                         | 1963                                       | 8° 33′ 55,4″ S, 125° 34′ 39,8″ O | Museum, bis 1999 Gefängnis |
|      | Flughafen Presidente Nicolau Lobato                                  | Dili                                         | 1953/58                                    | 8° 32′ 47,6″ S, 125° 31′ 29″ O   | Terminal |
|      | Guandi-Tempel (Dili)                                                 | Dili                                         | 1928                                       | 8° 33′ 19″ S, 125° 34′ 50″ O     | Chinesischer Tempel |
|      | Liceu Dr. Francisco Machado                                          | Dili                                         | 1922/24                                    | 8° 33′ 20″ S, 125° 34′ 35,7″ O   | ehemaliges Gymnasium, heute Fakultät für Naturwissenschaften und Bildung der Universidade Nasionál Timór Lorosa’e (UNTL). 1952 und nach 1999 wieder aufgebaut. |
|      | Edificio dos Serviços de Fomento                                     | Dili                                         | 1960er-Jahre                               | 8° 33′ 17,2″ S, 125° 34′ 1,6″ O  | Moderne Architektur. Beherbergt heute das Wirtschaftsministerium Osttimors |
|      | Stadtmarkt von Dili                                                  | Dili                                         | 20. Jahrhundert                            | 8° 33′ 36,4″ S, 125° 34′ 44,6″ O | Bis auf Fassade 1999 komplett zerstört, heute Messe- und Konferenzzentrum |
|      | Messe para Funcionários Solteiros                                    | Dili                                         | 1953                                       | 8° 33′ 11,3″ S, 125° 34′ 19,1″ O | Wohnheim für ledige Kolonialbeamte |
|      | Dr. Carvalho Hospital (Antigo Hospital Português)                    | Dili                                         | 1860/1906                                  | 8° 34′ 43,3″ S, 125° 34′ 53,2″ O | Krankenhaus von Lahane |
|      | Palácio de Lahane                                                    | Dili                                         | 1860                                       | 8° 34′ 27,5″ S, 125° 35′ 4″ O    | Ehemalige Residenz des portugiesischen Gouverneurs. 1999 bis auf die Außenmauern niedergebrannt. |
|      | Regierungspalast Osttimors                                           | Dili                                         | 1950er Jahre                               | 8° 33′ 15,5″ S, 125° 34′ 42,9″ O | Ehemaliger Amtssitz des Gouverneurs, heute Sitz des Premierministers |
|      | Santo António de Motael                                              | Dili                                         | 1955                                       | 8° 33′ 3,4″ S, 125° 34′ 14,1″ O  | Kirche. Teile stammen noch vom Anfang des 20. Jahrhunderts. |
|      | Toko Lay                                                             | Dili                                         | 1959                                       | 8° 33′ 16,3″ S, 125° 34′ 37,2″ O | Chinesisches Geschäftsgebäude |
|      | Hotel Timor                                                          | Dili                                         | 1972                                       | 8° 33′ 15,9″ S, 125° 34′ 24,6″ O | Hotel. 1999 niedergebrannt |
|      | Hotel Turismo                                                        | Dili                                         | 1967                                       | 8° 32′ 56,2″ S, 125° 35′ 12,2″ O | Hotel. 2010 zum größten Teil abgerissen und durch Neubau ersetzt |
|      | Leuchtturm von Motael                                                | Dili                                         | 1894                                       | 8° 32′ 53,8″ S, 125° 34′ 7,5″ O  | Leuchtturm |
|      | Sociedade Agrícola Pátria e Trabalho                                 | Dili                                         | 1948/49                                    | 8° 33′ 21,1″ S, 125° 34′ 32,6″ O | Verwaltungsgebäude der Handelsgesellschaft SAPT |
|      | Bischofsresidenz                                                     | Dili                                         |                                            | 8° 32′ 57,4″ S, 125° 35′ 8,6″ O  | Bischofssitz des Bistums Dili |
|      | Centro de Saúde da Formosa                                           | Dili, Suco Gricenfor                         | 1954                                       | 8° 33′ 17,5″ S, 125° 34′ 53,9″ O | Gesundheitszentrum |
| -    | Wohnhaus in der Avenida Nicolau Lobato                               | Dili                                         | 20. Jahrhundert                            |                                  | Wohnhaus |
|      | Wohnhaus des Bankdirektors                                           | Dili                                         | ?                                          | 8° 33′ 8,9″ S, 125° 34′ 58,1″ O  | Ehemaliges Wohnhaus des Direktors der Banco Nacional Ultramarino in Bidau Lecidere |
|      | Xanana Reading Room                                                  | Dili                                         | 1960er Jahre                               | 8° 33′ 4,2″ S, 125° 35′ 4,7″ O   | Bibliothek und Kulturzentrum, ehemaliges indonesisches Konsulat |
|      | Imaculada Conceição de Ermera                                        | Ermera                                       | ?                                          | 8° 45′ 6,8″ S, 125° 23′ 46″ O    | Pfarrkirche von Ermera. Nach Zerstörung im Zweiten Weltkrieg wieder aufgebaut. |
| -    | Villa                                                                | Ermera                                       | ?                                          | 8° 44′ 59,5″ S, 125° 23′ 59,7″ O | Villa des ehemaligen des Großgrundbesitzers |
|      | Kapelle Santuário de Nossa Senhora Peregrina                         | Fatubessi, Fatubessi, Ermera                 | 1939                                       | 8° 45′ 10,6″ S, 125° 19′ 35″ O   | Kapelle der ehemaligen Kaffeeplantage. Unterhalb ein Denkmal von Gouverneur José Celestino da Silva aus dem Jahr 1940 |
|      | Kirche von Hauba                                                     | Hauba, Maliubu                               | ?                                          | 8° 59′ 59,2″ S, 125° 22′ 40,9″ O | Kirche |
|      | Schule von Haudere                                                   | Haudere, Baguia                              | um 1930                                    | 8° 37′ 14,2″ S, 126° 39′ 26,4″ O | Eine der Pinto-Correia-Schulen. Ruine. |
|      | Ruinen                                                               | Iliomar (Verwaltungsamt)                     | -                                          |                                  | Ruinen |
|      | Iliomar                                                              | Iliomar (Verwaltungsamt)                     | vermutlich 1904                            |                                  | Der alte Leuchtturm des Hafens von Iliomar. |
|      | Altes Schulgebäude in Laclo                                          | Laclo                                        | ?                                          |                                  | Schulgebäude |
|      | Sitz des Administrator                                               | Laclubar                                     | ?                                          | 8° 44′ 53,3″ S, 125° 54′ 37″ O   | Sitz des Kolonialadministrators des Posto, nahe der Kirche. Nur noch Ruinen erhalten. |
|      | Festung von Laga                                                     | Laga                                         | ?                                          | 8° 28′ 28,1″ S, 126° 35′ 54,6″ O | Ruinen eines portugiesischen Forts (Tranqueira) mit zwei runden Türmen auf einem kleinen Hügel, südlich der Hauptstraße |
|      | Igreja São João Bosco de Laga                                        | Laga                                         | 1970                                       | 8° 28′ 17,7″ S, 126° 36′ 2,6″ O  | Pfarrkirche von Laga |
|      | Schule von Laga                                                      | Laga                                         | um 1930                                    |                                  | Eine der Pinto-Correia-Schulen |
|      | Verwaltungsgebäude in Laga                                           | Laga                                         | ?                                          | 8° 28′ 26,4″ S, 126° 35′ 57,1″ O | Neben der Festung |
|      | Kirche von Laleia                                                    | Laleia                                       | 1920                                       | 8° 32′ 11,9″ S, 126° 9′ 47,3″ O  | Kirche |
|      | Festung von Lautém                                                   | Lautém                                       | 18. oder 19. Jahrhundert                   |                                  | Festung. Ehemaliger Sitz des Administrators, umgeben mit Gärten mit Brunnen, daneben eine ehemalige Kirche, Gebäude für die Dienerschaft und Baracken. |
|      | Residenz des Administrators von Liquiçá (Residência)                 | Vila de Liquiçá, Suco Dato                   | vor 1910                                   | 8° 35′ 36,8″ S, 125° 19′ 38,9″ O | Ehemaliger Resident des portugiesischen Administrators in Liquiçá. Festungsartiges Gebäude im Kolonialstil. Das obere Geschoss fiel einem Feuer zu Opfer und wurde nicht wieder hergestellt. Zum Anwesen gehört ein Garten mit Schwimmbecken. Bis 1999 war das Gebäude Sitz des indonesischen Bupati (Regierungspräsident) von Liquiçá. Von 1999 bis 2003 hatte hier der lokale Zweig der Übergangsverwaltung der Vereinten Nationen für Osttimor (UNTAET) ihren Sitz. Danach nutzten internationale Organisationen das Gebäude. Nach einer längeren Zeit des Verfalls wurde es 2023 renoviert. |
|      | Büro des Administrators (Sede de Posto)                              | Vila de Liquiçá, Suco Dato                   | 1938                                       | 8° 35′ 36,7″ S, 125° 19′ 38,3″ O | Büro des kolonialen Administrators von Liquiçá. Neoklassizistisches Gebäude mit zehn, fünf Meter hohen Säulen und Garten. Zuletzt als Sitz des Verwaltungsamtes in Verwendung, stark heruntergekommen. |
|      | Büro des stellvertretenden Sekretärs des Administrators (Escritório) | Vila de Liquiçá, Suco Dato                   | 1936                                       | 8° 35′ 36,1″ S, 125° 19′ 40,5″ O | Büro und Residenz des stellvertretenden Sekretärs des Administrators. Gebäude im Kolonialstil mit quadratischen Grundriss. In der indonesischen Besatzungszeit als Distriktskommandatur des Militärs genutzt. Ab 1999 Sitz der Polizei der Vereinten Nationen (UNPOL) und ab 2002 der Nationalpolizei Osttimors. Derzeit vom Ministerium für öffentliche Arbeiten genutzt und mit Anbauten mit Lagerräumen und Toiletten ergänzt. Die Mauer um das Grundstück ist teilweise zerstört. |
|      | Gemeindeschule von Liquiçá                                           | Vila de Liquiçá, Suco Dato                   | Ende 19. Jahrhundert                       | 8° 35′ 33,5″ S, 125° 19′ 36,3″ O | Ehemalige Gemeindeschule von Liquiçá im neoklassizistischen Stil mit einem Klassenraum und einem Zusatzraum mit Waschraum und Küche. Es war die erste Schule im Gebiet der Gemeinde Liquiçá. Während der indonesischen Besatzungszeit wurde das Gebäude als Militärapotheke verwendet. Nach der Unabhängigkeit war hier eine Nichtregierungsorganisation und eine öffentliche Baufirma untergebracht, bevor das Gebäude dann eine Zeit lang leer stand. Heute wird es von der Pfarrei genutzt.                                                                                                  |
|      | Grundschule von Liquiçá                                              | Vila de Liquiçá, Suco Dato                   | wahrscheinlich 1940er Jahre                | 8° 35′ 40,7″ S, 125° 19′ 40,5″ O | Ursprünglich hatte die Schule vier Klassenzimmer und einen Verwaltungsraum. Während der indonesischen Besatzungszeit kamen zwei Klassenräume hinzu, sodass das Gebäude nun eine U-Form bildet. |
|      | Stadtmarkt von Liquiçá                                               | Vila de Liquiçá, Suco Dato                   | 1930er oder 1940er Jahre                   | 8° 35′ 33,7″ S, 125° 19′ 41,5″ O | Ruine eines Marktgebäudes mit quadratischen Grundriss, dessen Korridor umgeben von kleinen Durchlässen und Stufen umgeben war. |
|      | Pfarrkirche São João de Brito                                        | Vila de Liquiçá, Suco Dato                   | 1946                                       | 8° 35′ 32,5″ S, 125° 19′ 37,4″ O | 1999 Schauplatz des Kirchenmassakers von Liquiçá., dabei niedergebrannt. Wieder aufgebaut und mit einem Kirchturm ergänzt. |
|      | Hotel Tokodede                                                       | Vila de Liquiçá, Suco Dato                   | zwischen 1930 und 1950                     | 8° 35′ 31,9″ S, 125° 19′ 36″ O   | Ehemaliges hochwertiges Hotel am Meer. Im Besitz des Bistums Maliana. |
|      | Zollgebäude von Liquiçá                                              | Vila de Liquiçá, Suco Dato                   | Zweite Hälfte des 20. Jahrhunderts         | 8° 35′ 29,7″ S, 125° 19′ 32,1″ O | Ruine eines einfachen, zweiräumigen Gebäudes. Während der indonesischen Besatzung von der Sportschule genutzt und in der Operation Donner 1999 zerstört. Renovierung im Gange (Stand: 2012). |
|      | Sitz der FRETILIN in Liquiçá                                         | Vila de Liquiçá, Suco Dato                   | ?                                          | 8° 35′ 44,8″ S, 125° 19′ 30,4″ O | Wohngebäude, heute Parteizentrale der FRETILIN in Liquiçá. |
|      | Wohnhaus in Liquiçá                                                  | Vila de Liquiçá, Suco Dato                   | ?                                          | 8° 35′ 47,2″ S, 125° 19′ 30,7″ O | Privates Wohnhaus. |
|      | Wohnhaus in Liquiçá                                                  | Vila de Liquiçá, Suco Dato                   | ?                                          | 8° 35′ 38,3″ S, 125° 19′ 36,8″ O | Privates Wohnhaus. |
|      | Ruine eines Wohnhauses in Liquiçá                                    | Vila de Liquiçá, Suco Dato                   | ?                                          | 8° 35′ 46,9″ S, 125° 19′ 31,1″ O | Ruine eines Wohnhauses in Liquiçá. |
| -    | Schule von Laivai                                                    | Laivai, Suco Ililai                          | um 1930                                    |                                  | Eine der Pinto-Correia-Schulen. Ruine. |
|      | Gemeindekrankenhaus von Liquiçá                                      | Vila de Liquiçá, Suco Loidahar               | 1930er Jahre                               | 8° 35′ 52,4″ S, 125° 19′ 53,6″ O | Neoklassizistisches Gebäude 1999 niedergebrannt und 2000 wieder errichtet. Es wird noch heute als Krankenhaus genutzt. |
|      | Fort von Lore                                                        | Lore I                                       | ?                                          |                                  | Ruine eines portugiesischen Stützpunkts von einheimischen Kolonialtruppen (Segunda Linha) |
|      | São Paulo de Lospalos                                                | Lospalos                                     | 20. Jahrhundert                            | 8° 31′ 19,6″ S, 126° 59′ 47,8″ O | Kirche |
|      | Gebäude des Bildungsministeriums in Lospalos                         | Lospalos                                     | ?                                          |                                  | Heute Zweigstelle des Bildungsministeriums |
|      | Santo António de Manatuto                                            | Manatuto                                     | 1880/86                                    | 8° 30′ 41,3″ S, 126° 1′ 6″ O     | Kirche |
|      | Ruinen von Loikeri                                                   | Mehara                                       | ?                                          |                                  | Ruinen an der Nordküste von Mehara |
|      | Termas do Marobo                                                     | Marobo                                       | ?                                          | 8° 59′ 12,2″ S, 125° 18′ 49,8″ O | Thermen mit Becken, 2016 renoviert |
|      | Ruinen von Marobo                                                    | Marobo                                       | ?                                          |                                  | mehrere Gebäuderuinen |
|      | Fort Maubara                                                         | Maubara                                      | 1756                                       | 8° 36′ 39,4″ S, 125° 12′ 17,2″ O | Ursprünglich niederländische Festung. Das Gebäude innerhalb der Festung stammt aus der zweiten Hälfte des 20. Jahrhunderts und diente als Sitz der lokalen Verwaltung. Heute beherbergt es ein Restaurant. |
|      | Katholische Kirche von Maubara                                       | Maubara                                      | zwischen 1877 und 1897                     | 8° 36′ 39″ S, 125° 12′ 11,1″ O   | Von Pfarrer Medeiros errichtete Kirche im Stil des Neoklassizismus. Das angebaute Vordach entstand erst nach der Unabhängigkeit Osttimors. |
|      | Escola do Padre Medeiros                                             | Maubara                                      | zwischen 1750 und 1850                     | 8° 36′ 41,2″ S, 125° 12′ 8,7″ O  | Aus der niederländischen Zeit Maubaras. Von Pfarrer Medeiros als Wohngebäude und Schule genutzt. Im 21. Jahrhundert komplett abgetragen und in etwas modernisierter Form neu errichtet. Heute Bischofsresidenz für den Bischof von Maliana. |
|      | Zollhaus von Maubara                                                 | Maubara                                      | 1920er Jahre                               | 8° 36′ 36,6″ S, 125° 12′ 17,1″ O | Ehemaliges Zollhaus, heute Ausbildungszentrum, Bücherei, Touristeninformation und Sitz des Mos Bele Vereins. |
|      | Grabmal von José da Silva Nunes                                      | Maubara                                      | 1950er Jahre                               | 8° 36′ 40,1″ S, 125° 12′ 18″ O   | Grabmal von José da Silva Nunes, Liurai von Maubara (1874–1952). Die Überdachung soll die Flagge Portugals symbolisieren, die der Herrscher treu ergeben war. Angeblich war es der Wunsch des Liurais unter der Flagge begraben zu werden. Nach der Unabhängigkeit Osttimors wurde das Grabmal renoviert. |
|      | Haus des Administrators von Maubara                                  | Maubara                                      | 19. Jahrhundert                            | 8° 36′ 59″ S, 125° 12′ 38,6″ O   | Sitz des kolonialen Administrators des Verwaltungsamtes. Festungsähnlicher, neoklassizistischer Bau auf einem Hügel. Heute ein Hotel. |
|      | Pousada von Maubisse                                                 | Maubisse                                     | ?                                          | 8° 50′ 26,4″ S, 125° 36′ 6,4″ O  | Herberge |
|      | Gefängnis in Oecusse                                                 | Pante Macassar (Verwaltungsamt)              | ?                                          |                                  | Gefängnisruine |
|      | Igreja de Santo António (Pante Macassar)                             | Pante Macassar (Verwaltungsamt)              | 1965                                       | 9° 11′ 52″ S, 124° 22′ 23,2″ O   | Antoniuskirche, Pfarrkirche |
|      | Verwaltung von Oecusse                                               | Pante Macassar (Verwaltungsamt)              | ?                                          |                                  | Verwaltungsgebäude aus der portugiesischen Kolonialzeit. Nach der Zerstörung 1999 blieben nur Mauern und Außenfassade übrig. Es ist geplant, das Gebäude wieder zu errichten und hier die Touristen- und Kulturinformation unterzubringen. |
|      | Bunker                                                               | Pairara                                      | zwischen 1942 und 1945                     | 8° 21′ 31″ S, 126° 54′ 26″ O     | Japanische Bunkeranlage an der Küste beim Ort Lautém |
|      | Ai Pelo                                                              | Raucasa, Suco Lauhata                        | Spätes 19. Jahrhundert                     | 8° 35′ 12,3″ S, 125° 22′ 53,3″ O | Ruinen eines kolonialen Gefängnis. Bis 1939 in Verwendung. |
|      | Ave Maria de Same                                                    | Same                                         | ?                                          |                                  | Kirchenruine, zerstört im Zweiten Weltkrieg. |
|      | Mission von Soibada                                                  | Soibada                                      | frühes 20. Jahrhundert                     | 8° 51′ 35,7″ S, 125° 56′ 33,4″ O | Mission, Kirche und Missionsschulen |
|      | Sitz des Administrators in Suai                                      | Suai Loro                                    | ?                                          |                                  | Ruine des Verwaltungssitzes |
| -    | Fort von Suai                                                        | Suai Loro                                    | ?                                          |                                  | Ruine |
| -    | Verwaltungsposten in Turiscai                                        | Turiscai                                     | ?                                          | 8° 49′ 21,3″ S, 125° 42′ 17,9″ O | Ruine |
|      | Pousada von Tutuala                                                  | Tutuala                                      | ?                                          | 8° 23′ 30,8″ S, 127° 15′ 25,4″ O | Ehemaliger Sitz des lokalen Administrators, heute Herberge |
|      | Schule von Vemasse                                                   | Vemasse                                      | um 1930                                    |                                  | Eine der Pinto-Correia-Schulen |
|      | Fort von Vemasse                                                     | Vemasse                                      | ?                                          | 8° 30′ 52,7″ S, 126° 12′ 34,2″ O | Festungsruine |
|      | Kirche Nossa Senhora da Graça                                        | Vemasse                                      | ?                                          | 8° 30′ 42,2″ S, 126° 12′ 36,8″ O | Kirche. Nach dem Zweiten Weltkrieg wieder aufgebaut. |
|      | Schule von Venilale                                                  | Venilale                                     | um 1930                                    | 8° 38′ 18,1″ S, 126° 22′ 53″ O   | Eine der Pinto-Correia-Schulen |
|      | Sagrada Coração de Jesus                                             | Venilale                                     | ?                                          | 8° 38′ 21,4″ S, 126° 22′ 54,3″ O | Pfarrkirche von Venilale |
| -    | Mercado Municipal                                                    | Venilale                                     | ?                                          | 8° 38′ 37,6″ S, 126° 22′ 43,5″ O | Markt von Venilale |
| -    | Tranqueira (Venilale)                                                | Venilale                                     | ?                                          | 8° 38′ 34,6″ S, 126° 22′ 45″ O   | Heute Sitz des Verwaltungsamtes Venilale |
|      | Sieben Höhlen (Gua Tuju, Fatuk Kuak Hitu)                            | Venilale (Verwaltungsamt) (Suco Uma Ana Ico) | zwischen 1942 und 1945                     |                                  | Japanische Tunnel- und Bunkeranlage aus dem Zweiten Weltkrieg |